# On A Night like This Tour
Turneul On A Night like This a fost turneul susținut de Kylie Minogue pentru a promova albumul Light Years. Turneul a vizitat Australia și Europa.

## Lista pieselor
1. „Love Boat”
2. „Kookachoo”
3. „Hand on Your Heart”
4. „Put Yourself in My Place”
5. „On a Night Like This”
6. Medley:
  1. „Step Back in Time”
  2. „Never Too Late”
  3. „Wouldn't Change a Thing”
  4. „Turn It into Love”
  5. „Celebration”
7. „Can't Get You out of My Head”
8. Your Disco Needs You
9. „I Should Be So Lucky”
10. „Better the Devil You Know”
11. „So Now Goodbye”
12. „Physical”
13. „Butterfly”
14. „Confide in Me”
15. „Kids”
16. „Shocked”
17. „Light Years”
18. Biss:
  1. „What Do I Have to Do?”
  2. „Spinning Around”